# Totap Majawa
Totap Majawa is een bestuurslaag in het regentschap Simalungun van de provincie Noord-Sumatra, Indonesië. Totap Majawa telt 2783 inwoners (volkstelling 2010).